# Andreas Tartler
Andreas Tartler, Szinnyeinél Tartler András (Brassó, 1684 – 1737. március 11.) városi jegyző.

## Élete
Marcus Tartler községi hivatalnok és Homoródi Anna Maria fia. Tanult a brassói gimnáziumban, azután 1707-től 1710-ig a hallei egyetemen teológiát hallgatott és 1712-ig Brema mellett a Mair családnál magántanuló volt. Hazatérve szülővárosában az ifjú teológusokhoz csatlakozott, míg a városi tanács meghívta ammanuensisnek. 1718-ban, amikor a városi tanács a pestisjárvány elől elmenekült, egy igazgatóságot neveztek ki a város vezetésére Michael Fronius szenátor vezetésével, ennek Tartler is tagja lett. Az igazgatóság 1720. január 7-éig, a zárlat feloldásáig működött. 1718. október 5-én a lelkészi pályáról lemondott. 1728. augusztus 26-án városi jegyző lett.
Kézirati munkái: Diarium vom 10. Nov. 1707. bis 15. Okt. 1720. 8-rét 360 oldal. (Latin és német szöveg): Diarium memorabilium in R. civitate Coronensi alibique circa negotia ejusdem civitatis gestorum aut aliqua saltem ratione eam attinentium, inchoatum ao. dni 1720. usque 1736. 4-rét 367 oldal. Naplóját felhasználta Georg Michael Gottlieb Hermann Brassóról írt Das alte und neue Kronstadt (1801) című munkájában, de 20. századi román kiadványok is hivatkoznak rá, egyes esetekben a nevét Andriaş Prejmirianul-nak fordítva.